# Cactus (groupe)
 (octobre 2022).
Si vous disposez d'ouvrages ou d'articles de référence ou si vous connaissez des sites web de qualité traitant du thème abordé ici, merci de compléter l'article en donnant les références utiles à sa vérifiabilité et en les liant à la section « Notes et références ».
Pour les articles homonymes, voir Cactus (homonymie).
Cactus est un groupe américain de rock, originaire de Long Island, à New York. Il a été un précurseur du hard rock qui s'est formé en 1969. Le groupe se sépare en 1972 et revient cette même année, mené par Duane Hitchings, avant de se séparer en 1979. Près de trente ans après, Cactus se reforme en 2006.

## Historique

### Première période (1969–1972)
Cactus est, fin 1969, prédestiné à devenir un supergroupe comprenant la section rythmique de Vanilla Fudge : Tim Bogert à la basse et Carmine Appice à la batterie, accompagnant le guitariste anglais Jeff Beck et son compatriote Rod Stewart. Beck a malheureusement un accident de la route. Stewart rejoint alors Ron Wood pour former les Faces.
Appice et Bogert engagent le guitariste Jim McCarty et le chanteur Rusty Day. Cette formation enregistre trois albums (Cactus, One Way... or Another et Restrictions) avant que des problèmes au sein du groupe conduisent au départ de McCarty fin 1971. Peu après, Rusty Day est remercié. Le quatrième et dernier album de Cactus (Ot 'n' Sweaty) est enregistré par la section rythmique originale avec Bogert et Appice, accompagnée par Werner Fritzschings à la guitare, Duane Hitchings aux claviers, et Peter French au chant.
En 1971, Bogert déclare à Rolling Stone : « Cactus est un groupe de drogués, pour les drogués[réf. nécessaire]. » Après la dissolution de Cactus en 1972, Bogert et Appice rejoignent finalement Jeff Beck pour former le supergroupe Beck, Bogert and Appice. Après l'album studio Beck, Bogert and Appice et un album en public (Live In Japan), le groupe se dissout.

### Deuxième période (1975–1979)
Un nouveau Cactus, mené par Duane Hitchings, enregistre un album (Son of Cactus) bien que ne comprenant aucun membre original du groupe. Mike Pinera (ex-Blues Image et ex-Iron Butterfly) devient guitariste, avec Roland Robinson à la basse et Jerry Norris à la batterie. Ce nouveau Cactus ne survit pas longtemps.
À la fin des années 1970, Rusty Day forme une nouvelle mouture de Cactus à Orlando. Elle comprend Steve Dansby à la guitare, Dan Keylon puis John Sauter à la basse, Frankie Robbins, puis Gary Moffatt à la batterie. Ils n'enregistrent jamais en studio. Le 3 juin 1982, Rusty Day est tué chez lui par arme à feu.

### Retour (depuis 2006)
Cactus renaît en juin 2006 à la suite de deux prestations à New York : une à la radio, et leur premier show depuis 1972 au B.B. King's Blues Club à Times Square. La formation 2006 de Cactus voit la réunion des membres originaux Bogert, Appice et McCarty, accompagnés par l'ex-Savoy Brown Jimmy Kunes au chant. Cactus enregistre alors son cinquième album, intitulé Cactus V.
En 2008, McCarty quitte à nouveau le groupe et est une nouvelle fois remplacé par Werner Fritzchings. Elliot Dean Rubinson remplace Tim Bogert, qui s'est retiré des tournées. En 2011, McCarty revient dans le groupe avec Pete Bremy à la basse. Bremy remplace aussi Bogert dans Vanilla Fudge. En 2012, la formation se compose de Jim McCarty, Carmine Appice, Jimmy Kunes, Pete Bremy, et Randy Pratt.
Au début de 2016, Carmine Appice annonce sur Twitter et Facebook l'arrivée d'un nouvel album de Cactus pour mai, la même année, intitulé Black Dawn. McCarty révèle qu'il contient huit nouveaux morceaux, dont deux inédits.

## Discographie

### Albums studio
- 1970 : Cactus
- 1971 : One Way... or Another
- 1971 : Restrictions
- 1972 : 'Ot 'n' Sweaty (mi-live, mi-studio)
- 2006 : Cactus V
- 2016 : Black Dawn
- 2021 : Tightrope

### Album live
- 2014 : Tokyo Nights

### DVD
- 2014 : TKO Tokyo: Live in Japan